# Bob-templom (Marosvásárhely)
A marosvásárhelyi Bob-templom, dedikációja szerint Krisztus Feltámadása templom a város román közösségének legrégebbi fennmaradt temploma. Nevezik kőtemplomnak is, hogy megkülönböztessék a közelben álló román fatemplomtól. Az Andrei Șaguna, korábbi nevein Romántemplom majd Thököly Imre utcában, egy temető mellett áll. Eredetileg a görögkatolikusoké volt, azonban később kisajátította az ortodox egyház.

## Története
A város román közössége túlnyomóan a Vártól északra elterülő úgynevezett Németvárosban lakott, ahova kezdetben németek települtek, később azonban a németek száma lehanyatlott, és mások költöztek helyükbe. 1762-ben 95 román család élt a városban (56 görögkatolikus és 39 görögkeleti). A Bob-templom telkén, amelyet a románok Balogh József közbenjárása által kaptak meg, 1750-ben épült az első fatemplom Grecu Andrei görög kereskedő költségén, Mária Terézia engedélyével. Első esperesük Gheorghe Maior, Petru Maior apja volt. Ez a régi templom (és a telek) Benkő Károly szerint eredetileg a román ortodoxoké volt, azonban a számbeli fölénybe kerülő görögkatolikusok kiszorították őket (az ortodoxok ezután a környező falvakba jártak, majd a század végén a közelben építették fel fatemplomukat).
Az épület 1780-ban leégett, Ioan Bob pap pedig megígérte, hogy támogatni fogja egy új templom építését. Miután Bob balázsfalvi görögkatolikus püspök lett, 1792-ben pénzt adott Topler János építésznek 20 000 tégla vásárlására, az építőanyagot pedig Fogorași Petrișor Ioan szolgáltatta. Az új, barokk stílusú kőtemplomot 1793–1794 között emelték. 1933-ban felújították, erre utal a bejárat feletti felirat is. A templomot és temetőjét a gyorsan növekvő város utcái körbefonták; az eredetileg a város határán levő telek ma központinak számít.
Miután a hatalomra került kommunisták 1948-ban betiltották a görögkatolikus egyházat, a templomot és az egyházi javakat az ortodoxok kapták meg. Az épület belterét az ortodox vallás hagyományai szerint rendezték át. A templomot a rendszerváltás után sem szolgáltatták vissza a görögkatolikusoknak.

## Leírása
Egyhajós, keletelt templom. Alaprajza hasonló a kolozsvári Bob-temploméhoz. Teljes hosszúsága 22,8 méter, ez magába foglalja a torony alatti előcsarnokot, a csehsüvegboltozatos hajót (12,6 × 9,2 méter) és a félköríves záródású szentélyt (sugara 4,4 méter). Tornya és bejárata a nyugati oldalon van; a négyzetes alaprajzú, háromszintes tornyot falsávok szegélyezik, a harmadik szintet félköríves ablakok törik át. A bejárat fölött az alapításra utaló tábla van, mely Bob püspöki címerét ábrázolja, alatta az alábbi kronosztikonnal: IN CVLTVM DEI STRVXIT EXORNAVITQVE JOANNES BABB EPISCOPVS FOGARASIENSIS.
A templom mellett 1765-től egyházi iskola is működött, ez volt a város legelső román tannyelvű iskolája (az ortodox iskola 1794-ben nyílt meg). A régi okmányokban fennmaradt néhány tanító neve is: Nicolae Panovici, Vasile Pantea, Partenie Trombitaș. 2021-ben az iskolaépületet kívül-belül felújították, és múzeumot, továbbá tantermeket rendeztek be benne.
Temetője közös a közeli ortodox fatemploméval; korábban a két templom külön temetőket használt, azonban 1948-ban egyesítették a telkeket. A legrégibb sírkövek a 19. századból származnak (1802, 1859, 1867, 1875, 1879).

## Képek

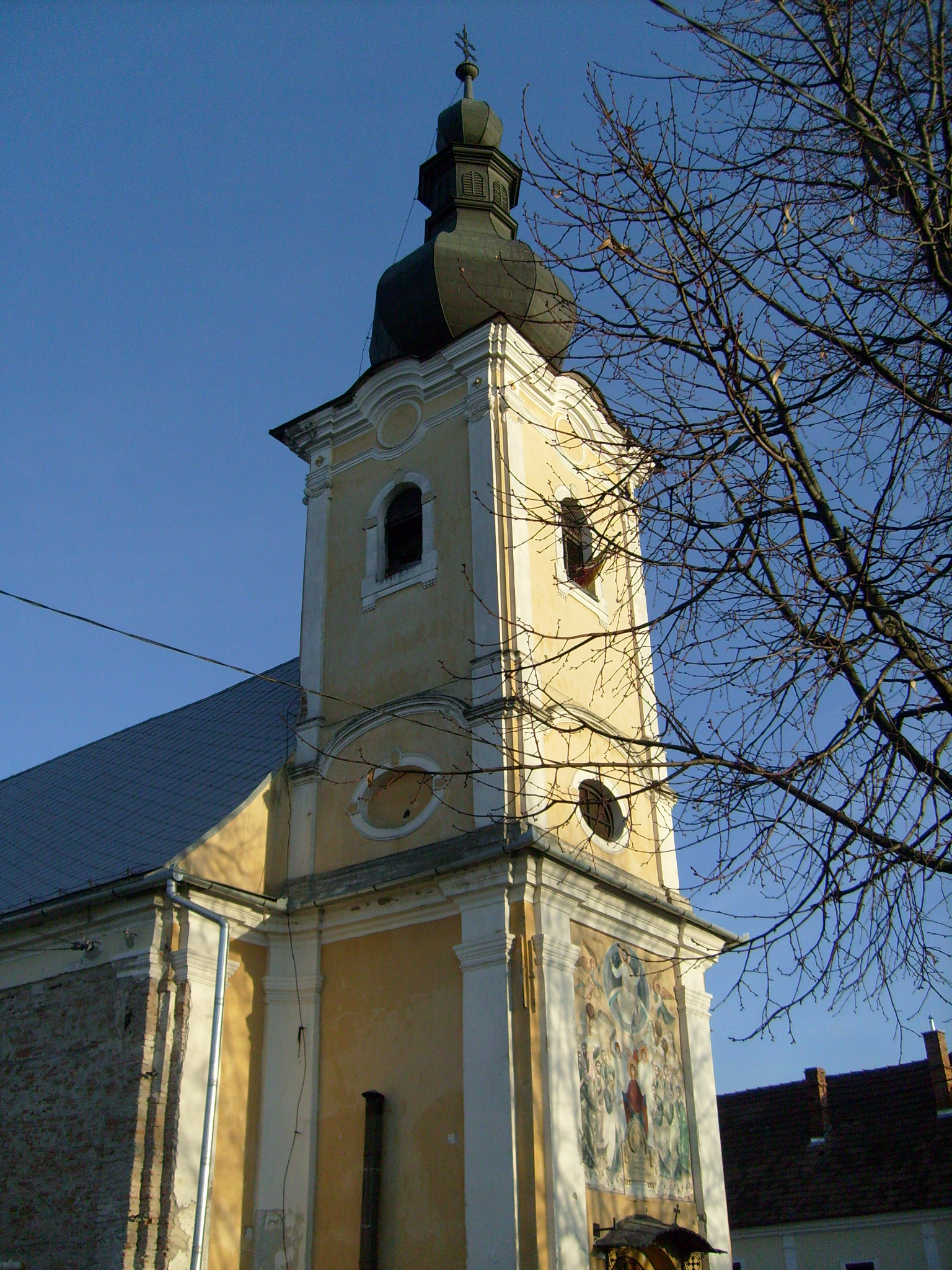
A templom barokk tornya
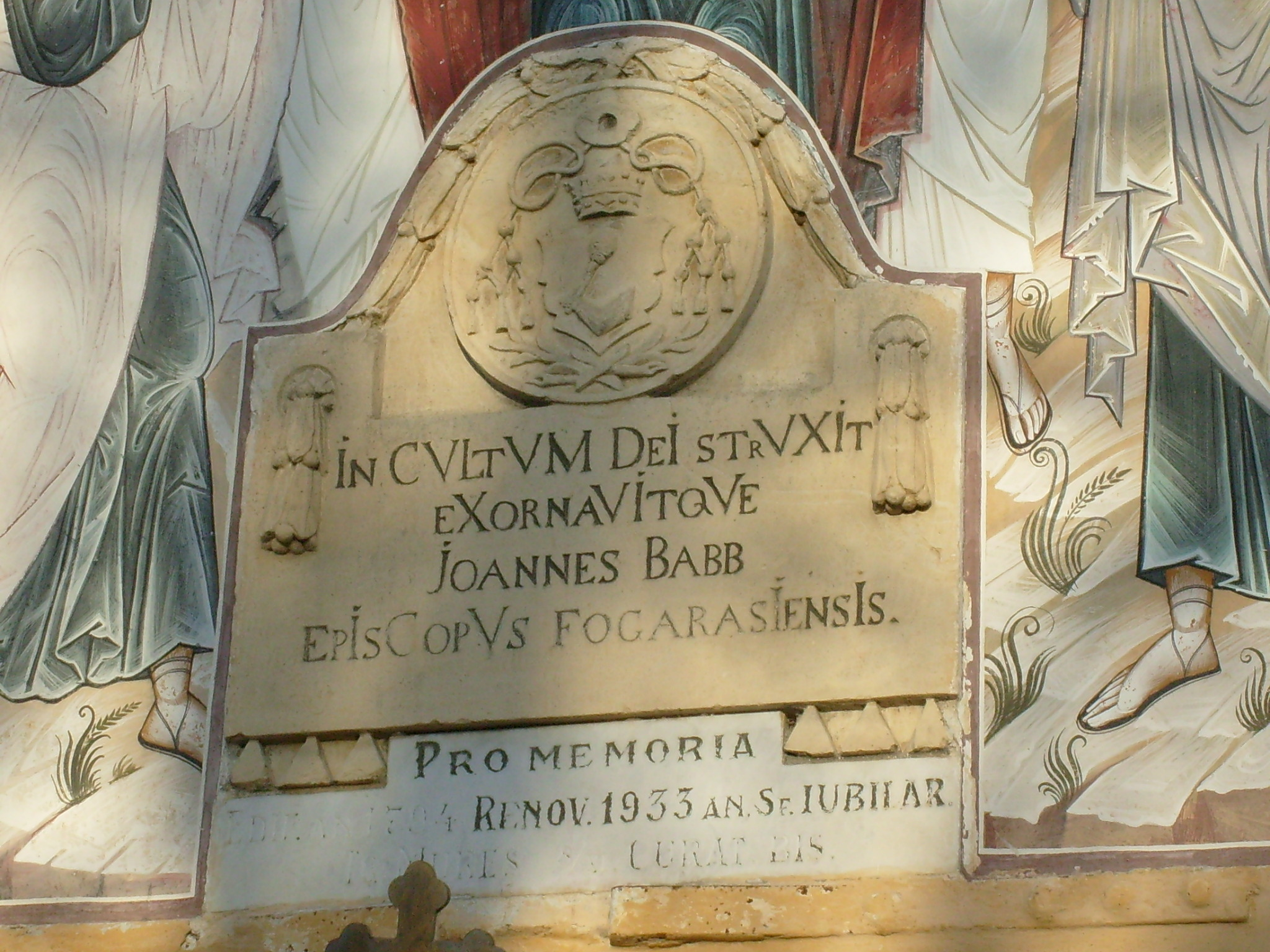
Ioan Bob püspök címere és latin nyelvű felirat
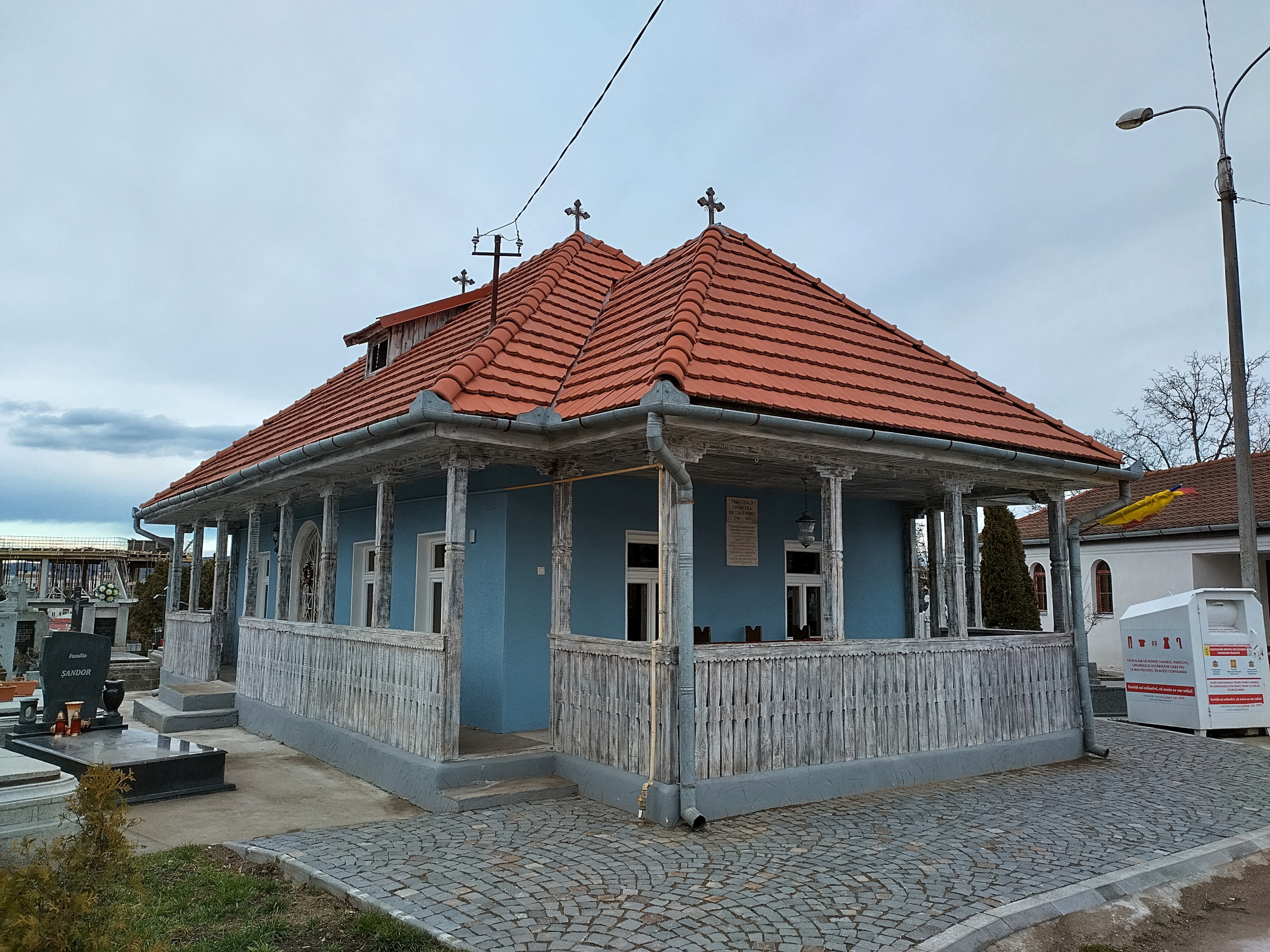
Az első román iskola
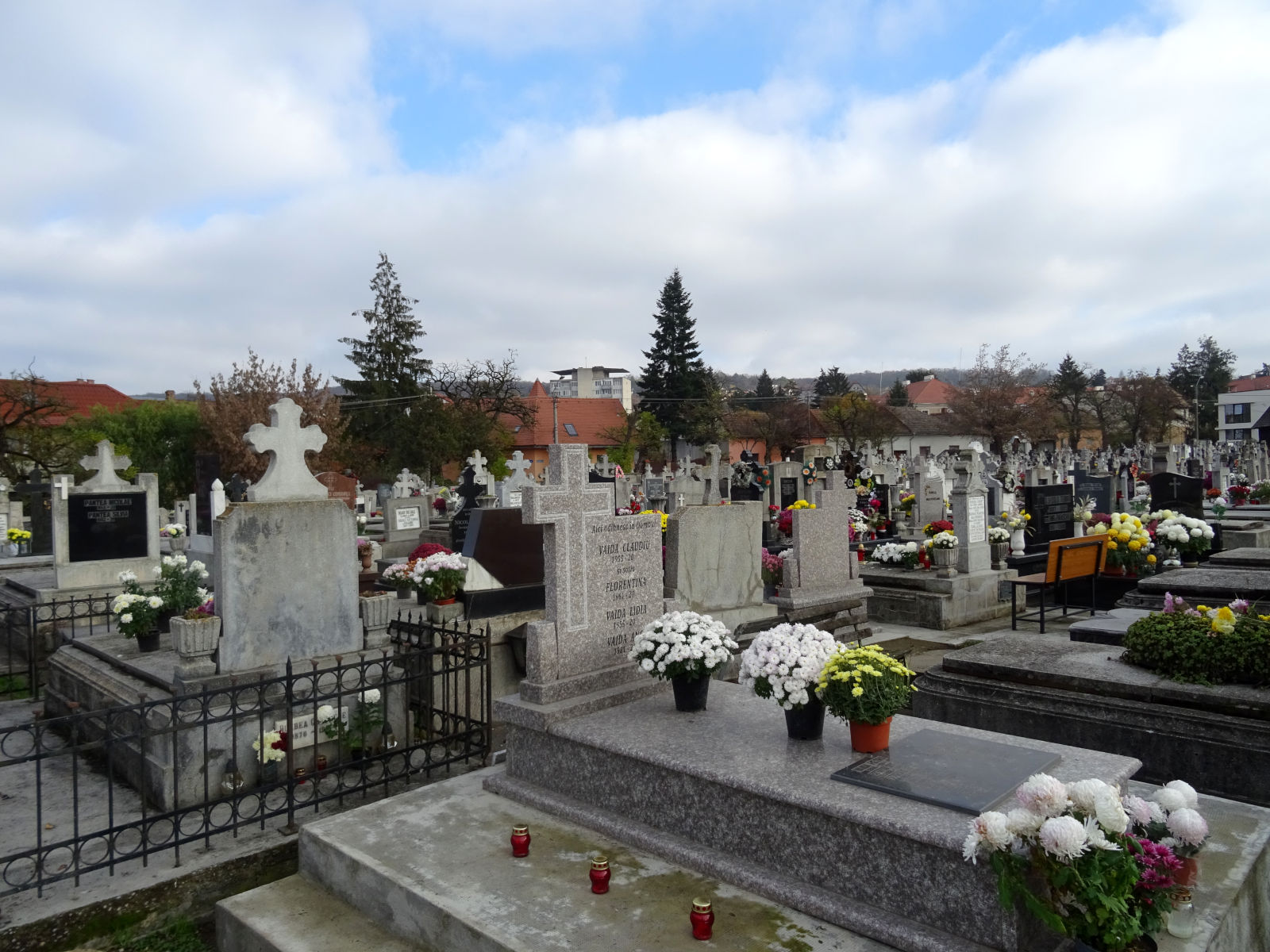
A temető